# Abacoclytus felicisrosettae
Abacoclytus felicisrosettae là một loài bọ cánh cứng trong họ Cerambycidae.